# Nouvelle-Zélande aux Jeux olympiques d'hiver de 1992
Cet article contient des informations sur la participation et les résultats de la Nouvelle-Zélande aux Jeux olympiques d'hiver de 1992 qui ont eu lieu à Albertville en France. Durant ces Jeux, Annelise Coberger remporte la première médaille du pays (et la première médaille d'un athlète de l'hémisphère sud) aux Jeux olympiques d'hiver dans l'épreuve du slalom féminin.

## Médaillé
| Médaille | Nom               | Sport     | Épreuve       |
| -------- | ----------------- | --------- | ------------- |
| Argent   | Annelise Coberger | Ski alpin | Slalom femmes |

## Résultats

### Ski alpin
Homme
| Athlète              | Épreuve      | Course 1        | Course 2      | Total           | Total |
| Athlète              | Épreuve      | Temps           | Temps         | Temps           | Rang  |
| -------------------- | ------------ | --------------- | ------------- | --------------- | ----- |
| Simon Lyle Wi Rutene | Super-G      |                 |               | 1 min 17 s 86   | 42    |
| Simon Lyle Wi Rutene | Slalom géant | 1 min 09 s 52   | 1 min 06 s 09 | 2 min 15 s 61   | 28    |
| Simon Lyle Wi Rutene | Slalom       | N'a pas terminé | –             | N'a pas terminé | –     |

Femme
| Athlète           | Épreuve | Course 1 | Course 2 | Total         | Total |
| Athlète           | Épreuve | Temps    | Temps    | Temps         | Rang  |
| ----------------- | ------- | -------- | -------- | ------------- | ----- |
| Annelise Coberger | Slalom  | 49 s 02  | 44 s 08  | 1 min 33 s 10 | 2     |

### Patinage de vitesse sur piste courte
Homme
| Athlète                                                   | Épreuve        | Premier tour  | Premier tour | Quart de finale | Quart de finale | Demi-finale   | Demi-finale  | Finale        | Finale       |
| Athlète                                                   | Épreuve        | Temps         | Rang         | Temps           | Rang            | Temps         | Rang         | Temps         | Rang final   |
| --------------------------------------------------------- | -------------- | ------------- | ------------ | --------------- | --------------- | ------------- | ------------ | ------------- | ------------ |
| Chris Nicholson                                           | 1 000 m        | 1 min 33 s 45 | 3            | Non qualifié    | Non qualifié    | Non qualifié  | Non qualifié | Non qualifié  | Non qualifié |
| Mike McMillen                                             | 1 000 m        | 1 min 33 s 57 | 1 Q          | 1 min 32 s 69   | 2 Q             | 1 min 31 s 60 | 2 QA         | 1 min 31 s 32 | 4            |
| Mike McMillen Andrew Nicholson Chris Nicholson Tony Smith | Relais 5 000 m |               |              | 7 min 21 s 31   | 1 Q             | 7 min 22 s 38 | 2 QA         | 7 min 18 s 91 | 4            |